# Лоуренс Шенкленд
Ло́уренс Ше́нкленд (англ. Lawrence Shankland, нар. 10 серпня 1995, Глазго) — шотландський футболіст, нападник клубу «Гартс» і національної збірної Шотландії.

## Клубна кар'єра
Народився 10 серпня 1995 року в місті Глазго. Вихованець футбольної школи клубу «Квінз Парк». Дорослу футбольну кар'єру розпочав 2012 року в основній команді того ж клубу, в якій провів один сезон, взявши участь у 33 матчах на рівні четвертого шотландського дивізіону.
2013 року перейшов до вищолігового «Абердин», проте протягом частини 2014 року здобував на правах оренди досвід у складі «Данфермлін Атлетік». Пізніше на аналогічних умовах грав за «Сент-Міррен» та «Грінок Мортон».
Протягом 2017—2019 років виступав за «Ейр Юнайтед», а згодом два сезони захищав кольори «Данді Юнайтед». Більшість часу, проведеного у складі «Данді Юнайтед», був основним гравцем атакувальної ланки команди і був одним із її головних бомбардирів, маючи середню результативність на рівні 0,54 гола за гру першості.
У 2021—2022 роках пограв у Бельгії за «Беєрсхот-Вілрейк», після чого повернувся на батьківщину, уклавши контракт із «Гарт оф Мідлотіан».

## Виступи за збірні
2015 року залучався до складу молодіжної збірної Шотландії. На молодіжному рівні зіграв у 4 офіційних матчах, забив 1 гол.
2019 року дебютував в офіційних матчах у складі національної збірної Шотландії.
| Дата       | Місто   | Господарі  | Результат               | Гості      | Турнір                               | Голи | Примітки |
| ---------- | ------- | ---------- | ----------------------- | ---------- | ------------------------------------ | ---- | -------- |
| 10-10-2019 | Москва  | Росія      | 4 – 0                   | Шотландія  | Відбір до ЧЄ 2020                    | -    | 46'      |
| 13-10-2019 | Глазго  | Шотландія  | 6 – 0                   | Сан-Марино | Відбір до ЧЄ 2020                    | 1    |          |
| 8-10-2020  | Глазго  | Шотландія  | 0 – 0 д.ч. (5 – 3 п.п.) | Ізраїль    | Відбір до ЧЄ 2020                    | -    | 73'      |
| 15-11-2020 | Трнава  | Словаччина | 1 – 0                   | Шотландія  | Ліга націй УЄФА 2020-2021 - 1-й етап | -    | 87'      |
| 28-3-2023  | Глазго  | Шотландія  | 2 – 0                   | Іспанія    | Відбір до ЧЄ 2024                    | -    | 89'      |
| 16-11-2023 | Тбілісі | Грузія     | 2 – 2                   | Шотландія  | Відбір до ЧЄ 2024                    | 1    | 86'      |
| 19-11-2023 | Глазго  | Шотландія  | 3 – 3                   | Норвегія   | Відбір до ЧЄ 2024                    | -    | 89'      |
| Усього     |         | Матчів     | 7                       |            | Голів                                | 2    |          |

## Титули і досягнення

### Особисті
- Найкращий бомбардир чемпіонату Шотландії (1):

«Гартс»: 2023-24